# Ó, de lent a mélyben!
Az "Óh, de lent a mélyben!" (Ah, But Underneath) a Született feleségek (Desperate Housewives) című amerikai filmsorozat második epizódja. Az Amerikai Egyesült Államokban először az ABC (American Broadcasting Company) adó sugározta 2004. október 10-én.

## Az epizód cselekménye
Gabrielle – a szokásos napi elfoglaltáságát űzve egy verőfényes délutánon, John-nal a kádban mulat éppen, amikor Carlos váratlanul hazaérkezik. Szegény fiú kénytelen az ablakon távozni, ráadásul anyaszült meztelenül a bokrok közé. Gabrielle utánahajítja pár ruháját, majd üdvözli férjét. Carlosnak azonban feltűnik az utcán a kertészfiú kocsija, így a ferde utakon járó asszony nem tudja, milyen magyarázatot adjon neki. Ám John hipp-hopp felkapja az ingjét, és a sövényt nyírva, amely meztelen altestét eltakarja, köszönti a ház urát.
Pár nappal később Carlos az éjszaka kellős közepén érkezik haza, mert elhúzódott a Tanaca-tárgyalása. Gabrielle azt mondja a férjének, hogy elege van abból, hogy hetente hatszor egyedül kell vacsoráznia. Carlos, mint mindig, egy jó drága ékszerrel akarja kiengesztelni a nejét. Gaby azt javasolja a férjének, beszélgessenek egy jót, mire az a képébe nevet. Azonban Gabrielle-nél betelik az a bizonyos pohár: a férje fejéhez vágja a gyűlölt ajándékot. Amikor Carlosnak kezd leesni, hogy ez a házasság nagy bajban van, Gabrielle azt mondja neki: – Lepj meg. Akadjon el a lélegzetem.
Gabrielle ellátogat John-hoz egyik délután, mondván, hogy nem folytathatják a viszonyukat otthon, az ő házukban. Azonban jól elszórakoznak John szobájában is.
De később a kamasz kertészfiú egy rózsával lepi meg álmai asszonyát, egy tökéletes vörös rózsával. John azt mondja Gabynak, hogy hónapokig csak az igazit kereste. De most megtalálta.
Ebben a pillanatban esik le Gabrielle-nek, hogy a fiú beleszeretett.
Néhány nappal később Carlos egy piros masnival átkötött vadiúj fekete Cabrióval lepi meg Gabrielle-t, és mivel Carlos érzelmileg igencsak rövidlátó, Gabrielle eljátssza, hogy ez élete legszebb ajándéka, tudván, mennyibe került a férjének.
Paul az éjszaka kellős közepén kiás a medencéjük alól egy régi, nagy játékládát, majd később a Sziklás-tóba tobja.
Bree egyik éjjel felidézi Rexnek azt a pillanatot, amikor a férfi feleségül kérte, és hogy Rex akkor azt mondta, hogy ha hozzámegy, boldoggá teszi. Ezzel Bree ráveszi a férjét, hogy mondja le a válóperes ügyvédet, és járjanak el egy házassági tanácsadóhoz.
El is mennek egy bizonyos Dr. Albert Goldfine-hoz. Az első tanácsadást Bree csevegéssel tölti, szokásos módon próbálva meggyőzni új ismerősüket, hogy ők az idilli család megtestesítői, míg Rex érzékletesen beszél házassági gondjaikról. Erre a tanácsadó fel is hívja Bree figyelmét. Ettől felbuzdulva Rex közli, hogy Bree-nek vagy nincsenek érzései, vagy csak a házimunka mögé bújik előlük. Bree tagadja, hogy bármi ilyesmiről szó lenne.
Amikor eljön Rex és Bree következő tanácsadásának ideje, Rex egy a kórházban kialakult vészhelyzet miatt nem tud elmenni, Bree viszont elbeszélget Dr. Goldfine-nal kettesben. Fel is nyitja a doktor szemét: felveti, hogy Rex és a gyerekek nem becsülik a sok áldozatot, amit a családjáért hoz, és hogy sosem köszönik meg, hogy mondhatni tökéletes háztartásban élnek.
Ennek hatására amikor a következő tanácsadáson Rex azt állítja, hogy Bree a hibás minden rosszért az életükben, Dr. Goldfine megkérdezi Rexet, megköszönte-e valaha Bree-nek a sok munkát amit érte végzett. Rex erre aztán nem tud mit mondani.
Mrs. Huber megtalálja Susan által a tűz kiütésekor elejtett mérőpoharat, ami alig égett meg. Edie azonban azt mondja, nem az övé. Mrs. Huber elteszi a poharat.
Lynette-et megállítja egy közrendőr, mert Porter, Preston és Parker autózás közben nem ülnek bekötve, hanem ugrabugrálnak a hátsó üléseken. Lynette-et végül elengedi a biztos úr egy figyelmeztetéssel, de az asszony nem tudja, mi tévő legyen a gyerekekkel. Amikor Mrs. Huber, aki szállást ad a hajléktalanná vált Edie-nek, elmegy hozzá ruhát gyűjteni, megemlíti, hogy látta az incidenst a rendőrrel. Lynette elpanaszolja, hogy a fiai milyen szófogadatlanok, erre Mrs. Huber azt javasolja, hogy ha a fiúk legközelebb nem tudnak nyugton maradni, hagyja ott őket az út szélén, majd menjen vissza értük, mert ettől biztosan leszoknak a kocsiban való ugrálástól.
Lynette először őrült ötletnek tartja ezt, de amikor a fiúk megint csak nem ülnek nyugton, bekötve a kocsiban, kiszáll, és ott hagyja őket az úttesten. Úgy tíz másodperccel később visszafordul, de a kicsik már nincsenek ott. Lynette pánikba esik, majd az egyik házból kijön egy kövér nő, és közli, hogy nála vannak a gyerekek, de nem engedi el őket vele, mert nyilván agressziókezelési problémái vannak. Amikor Lynette be akar menni a házba a fiúkért, a nő lefogja, mire Porter, Parker és Peston begurulnak rá, jól megrugdossák, erre elesik. Lynette sietve teszi be őket a kocsiba, és amikor elindulnak, hátranézve elégedetten veszi tudomásul, hogy a gyerekek rendesen ülnek bekötve. Így elhajtanak, a nő hiába kiabál utánuk.
Mrs. Huber Susanékhez is ellátogat, hogy ruhát szerezzen Edie-nek. Julie épp akkor ér haza a vásárlásból, és Mrs. Huber meglátja az új mérőpoharukat a bevásárlószatyorban. Julie elmondja neki, hogy a régi elveszett.
Susan szerencsétlenségére épp kora reggel fut össze Mike-kal, miután kikelt az ágyból, kissé túl reggeli állapotban. Viszont Julie biztatására meghívja Mike-ot vacsorázni. Erre Mike emlékezeti, hogy saját elmondása szerint szörnyen főz, és felajánlja, hogy inkább Susan menjen át hozzá, és majd ő főz. Susan beleegyezik.
Amikor Mike-kal bevásárolnak a vacsorára, Edie ócskán kihasználva "hajléktalan állapotát" meghívatja magát a randevúra. Így Susan magával viszi Julie-t is, hogy legyen szövetségese.
Gabrielle tanácsára Susan korábban megy el a vacsorára, hogy előtte kettesben lehessen Mike-kal, ám a ravaszdi Edie már ott van, mikor odaér. Edie felvág Mike előtt azzal, hogy Bongo, Mike kutyája szívesen játszik vele, míg Susant folyton megugatja. Továbbá felveti, hogy titkon reméli, hogy Karl (Susan volt férje) és Susan újra összejönnek. Erre Julie rákontrázik azzal, hogy megemlíti, hogy Edie többször is volt már férjnél. Susan megelégeli a reménytelen harcot, ezért ravaszul bekeni a fülét egy kis csokoládékrémmel, majd odamegy Bongóhoz, és a kutya számításainak megfelelően nyalni kezdi a finomságot a füléről. Persze Mike és a többiek csak azt látják, hogy a kutya hirtelen barátságos Susannel.
A baj azonban szokás szerint megtörténik: Bongo lenyeli Susan fülbevalóját, és félelmetes hangon prüszkölni kezd. Mike elszáguld vele a kórházba, és otthagyja Edie-t, hogy pakoljon el, amíg hazaér. Susan csüggedten megy el Mike után a kórházba, és kiderül, hogy a kutyát nem kell megműteni. Mike elnézést kér, amiért úgy otthagyta Susant, de elmondja az asszonynak, hogy a kutya a feleségéé volt, és ezért nagyon félti. Susan pedig úgy dönt, nem küzd Mike szívéért ezután, mert a férfi még mindig halott nejét szereti.
Edie mosogatás közben nem veszi észre, hogy Mike konyhaszekrényében ott lapul egy rakás köteg pénz és egy hatalmas térkép a Lila Akác közről és lakóiról…

## Mellékszereplők
- Christine Estabrook - Martha Huber
- Sam Lloyd - Dr. Albert Goldfine
- Jan Hoag - Kövér középkorú nő
- Brent Kinsman - Preston Scavo
- Shane Kinsman - Porter Scavo
- Zane Huett - Parker Scavo
- Timothy Brennen - Kopó
- Adam Lieberman - Állatorvos

## Érdekességek
- A filmsorozatból ez volt az első epizód, amelynek elején szerepelt a teljes főcím.[1] A hosszú főcímet az első évad ezt követő 20 részében láthattuk, az évadzáró epizódban (Egy szép napon…) ismét csak egy rövidítettet.

A második évad (2005-2006) első néhány epizódja ismét a hosszú főcímmel kezdődik, de utána csak egy-két részben jelenik meg: egészen a második évad záróepizódjáig (Emlékezz!) szinte mindig a rövid főcímet láthatjuk.

## Mary Alice epizódzáró monológja
- A narrátor, Mary Alice monológja az epizód végén így hangzik (a magyar változat alapján):

"Igen. Ahogy visszatekintek a világra, amit hátrahagytam, minden olyan világossá válik. A felfedezésre váró szépségek, a napvilágra vágyó titkok… De az emberek ritkán állnak meg, hogy körbenézzenek. Csak mennek tovább. Igazán kár, pedig annyi a látnivaló…"

## Epizódcímek szerte a világban
- Angol: Ah, But Underneath (Óh, de lent a mélyben!)
- Francia: Un chien dans un jeu de filles (Egy kutya a lányok játszmájában)
- Német: Unter der Oberfläche (A felszín alatt)
- Spanyol: Ah, pero por debajo (Óh, de lent a mélyben!)
- Olasz: La verità sfuggevole  (A szunnyadó igazsgág)